# Cornelius Hasselblatt
Cornelius Hasselblatt (Hildesheim, 17 augustus 1960) is een Nederlandse finoegrist en literair vertaler van Duitse afkomst. Hij was van 1998 t/m 2014 hoogleraar Finoegristiek aan de Rijksuniversiteit Groningen. 

## Levensloop
Hasselblatt werd op 17 augustus 1960 geboren in Hildesheim, Duitsland. Van augustus 1967 tot juni  1980 bezocht hij respectievelijk de basisschool en het gymnasium te Hannover. Vanaf oktober 1980 studeerde hij Finoegristiek, geschiedenis en literatuurwetenschap aan de Universiteit Hamburg. Een stipendium maakte het mogelijk om van 1982 tot 1983 Finse taal- en letterkunde en Finoegristiek aan de Universiteit van Helsinki te studeren. In februari en maart 1985 bestudeerde Hasselblatt de Estische taal en literatuur in Tallinn, Estland. Dit verblijf was mogelijk dankzij een stipendium van de Estische schrijversbond. In juli 1986 studeerde hij af aan de Universiteit Hamburg in de vakken Finoegristiek en geschiedenis en ontving hij de Magister Artium graad. 
Aan het Finoegrisch instituut van de Universiteit Hamburg deed hij van oktober 1986 tot september 1989 promotieonderzoek. In juni 1990 promoveerde hij tot doctor philosophiae aan de Universiteit Hamburg. Na zijn promotie was hij van september 1990 tot februari 1991 werkzaam als onderzoeker aan de universiteitsbibliotheek van Helsinki. Helsinki werd ingeruild voor Hamburg en vanaf maart 1991 werkte hij daar als freelance literair vertaler. Ook gaf hij onderwijs aan de Universiteit Hamburg op het gebied van de Finse en Estische taalkunde. Van oktober 1992 tot oktober 1995 was hij aan een onderzoeksinstituut in Göttingen verbonden als onderzoeker Estische cultuur en geschiedenis. Ook gaf hij toen nog steeds onderwijs aan de Universiteit Hamburg.  In datzelfde jaar werd hij wetenschappelijk assistent aan het Finoegrisch Instituut van de Universiteit Hamburg. 
Op 1 december 1998 werd Hasselblatt benoemd tot hoogleraar Finoegristiek aan de Rijksuniversiteit Groningen en gaf leiding aan de vakgroep Finoegrische talen en culturen aan de Rijksuniversiteit Groningen. Op 1 september 2013 werd deze vakgroep opgeheven. Een van zijn vroegere studenten, later zijn promovendus en collega, Rogier Blokland, is sinds oktober 2014 professor aan de Universiteit van Uppsala.

## Werk
Hasselblatt houdt zich bezig met de volgende onderzoeksgebieden:
- Estische taal
- Estische literatuur, cultuurgeschiedenis en geschiedenis
- Vertaling van de Estische literatuur
- Receptie van de Estische literatuur in het buitenland
- Algemene vergelijkende finoegristiek, wetenschapsgeschiedenis
- Taalcontact tussen finoegrische en niet-finoegrische talen

## Onderscheidingen
- 1993	  De jaarlijkse vertaalprijs van het Estisch Cultuurkapitaal voor de vertaling van Mati Unt's Reden und Schweigen.
- 1996	  De jaarlijkse vertaalprijs van het Estisch Cultuurkapitaal voor de vertaling van Emil Tode's Grensgebied samen met Marianne Vogel.
- 2004    'Maarjamaa Risti III klassi teenetemärk' ('kruis van Marialand'onderscheiding)
- 2006     Een onderscheiding van het Estisch Cultuurkapitaal voor zijn werk Geschichte der estnischen Literatur[2]
- 2009 Eredoctoraat uitgereikt van de Universiteit van Tartu[3]
- 2012 Literaire prijs Siugjas Sulepea (De Slangenvulpen)
- 2015 Corresponderend lid Estische Academie van Wetenschappen